# Valle Grande (vulcão)

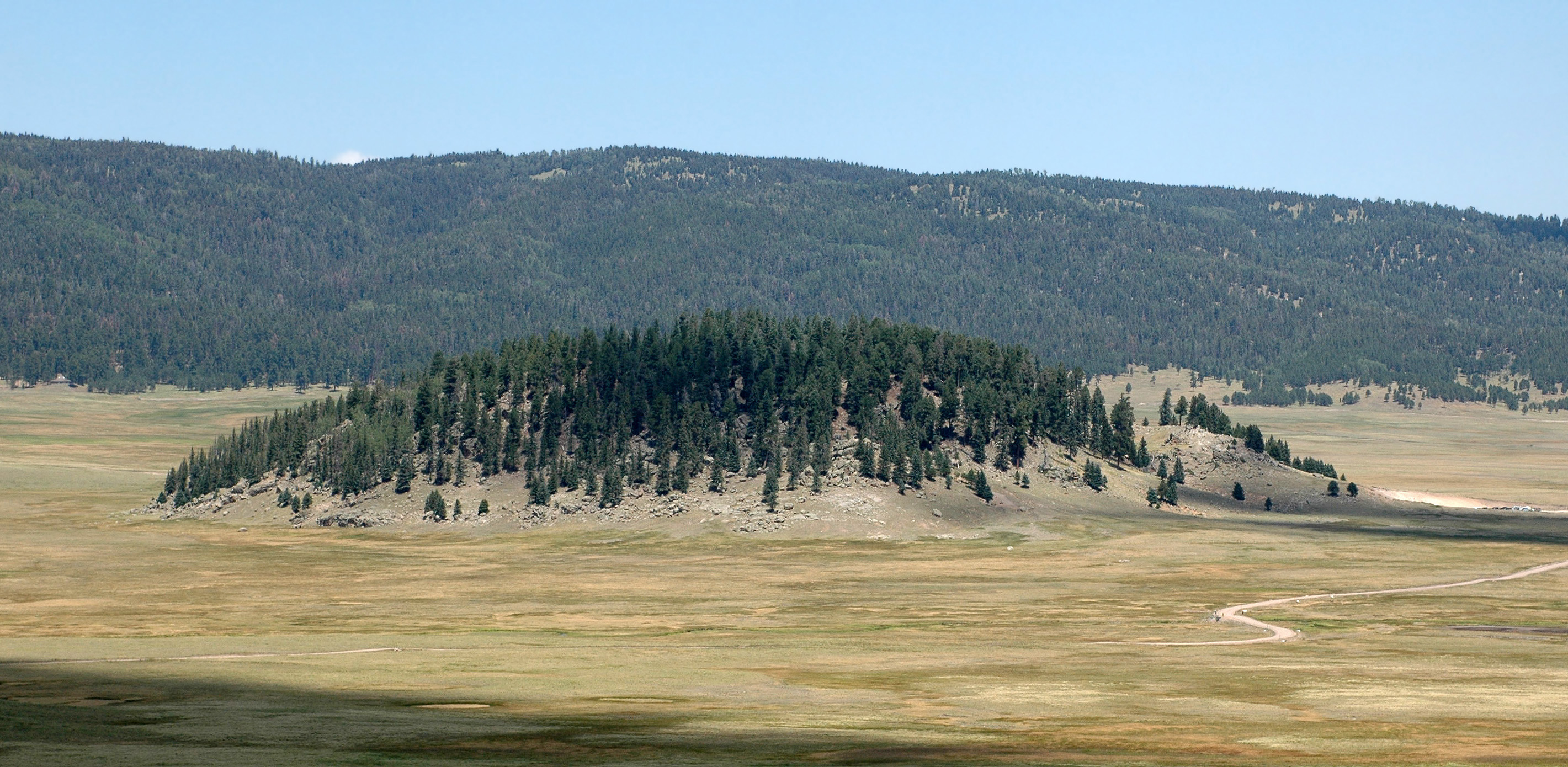
Domo de lava no interior da cratera

Valle Grande é uma caldeira vulcânica com aproximadamente 22 km de diâmetro, localizada no Novo México, Estados Unidos da América.
Este supervulcão teve duas violentas erupções há 1,4 milhões e 1 milhão de anos.